# Opisthoxia branickiaria
Opisthoxia branickiaria là một loài bướm đêm trong họ Geometridae.